# Mannschaftsaufstellungen der Schacholympiade der Frauen 1994
Die Tabellen nennen die Aufstellung der Mannschaften bei der Schacholympiade der Frauen 1994 in Moskau. Es beteiligten sich 81 Mannschaften, darunter zusätzlich eine B-Mannschaft des Gastgeberlandes. Sie absolvierten ein Turnier über 14 Runden im Schweizer System. Zu jedem Team gehörten drei Spielerinnen und maximal eine Ersatzspielerin. Für die Platzierung der Mannschaften waren die Brettpunkte vor der Buchholz-Wertung und den Mannschaftspunkten maßgeblich.

## Mannschaften

### 1. Georgien
| Platz | Land                    | G  | R | V | Brettp. | Mannschaftsp. |
| ----- | ----------------------- | -- | - | - | ------- | ------------- |
| 1     | Georgien                | 11 | 3 | 0 | 32      | 25            |
| Brett | Spielerin               | G  | R | V | Punkte  | Partien       |
| 1     | Maia Tschiburdanidse    | 07 | 3 | 1 | 8,5     | 11            |
| 2     | Nana Iosseliani         | 06 | 5 | 0 | 8,5     | 11            |
| 3     | Ketewan Arachamia-Grant | 05 | 6 | 0 | 8       | 11            |
| R     | Nino Gurieli            | 05 | 4 | 0 | 7       | 9             |

### 2. Ungarn
| Platz | Land           | G  | R | V | Brettp. | Mannschaftsp. |
| ----- | -------------- | -- | - | - | ------- | ------------- |
| 2     | Ungarn         | 10 | 3 | 1 | 31      | 23            |
| Brett | Spielerin      | G  | R | V | Punkte  | Partien       |
| 1     | Zsuzsa Polgár  | 08 | 6 | 0 | 11      | 14            |
| 2     | Zsófia Polgár  | 11 | 3 | 0 | 12,5    | 14            |
| 3     | Ildikó Mádl    | 05 | 5 | 2 | 7,5     | 12            |
| R     | Tünde Csonkics | 0  | 0 | 2 | 0       | 2             |

### 3. China
| Platz | Land                | G  | R | V | Brettp. | Mannschaftsp. |
| ----- | ------------------- | -- | - | - | ------- | ------------- |
| 3     | Volksrepublik China | 10 | 2 | 2 | 27      | 22            |
| Brett | Spielerin           | G  | R | V | Punkte  | Partien       |
| 1     | Xie Jun             | 05 | 6 | 2 | 8       | 13            |
| 2     | Peng Zhaoqin        | 01 | 3 | 1 | 2,5     | 5             |
| 3     | Qin Kanying         | 05 | 4 | 3 | 7       | 12            |
| R     | Zhu Chen            | 08 | 3 | 1 | 9,5     | 12            |

### 4. Rumänien
| Platz | Land                  | G  | R | V | Brettp. | Mannschaftsp. |
| ----- | --------------------- | -- | - | - | ------- | ------------- |
| 4     | Rumänien              | 10 | 0 | 4 | 27      | 20            |
| Brett | Spielerin             | G  | R | V | Punkte  | Partien       |
| 1     | Cristina-Adela Foișor | 02 | 5 | 3 | 4,5     | 10            |
| 2     | Elena-Luminița Radu   | 06 | 4 | 2 | 8       | 12            |
| 3     | Corina-Isabela Peptan | 09 | 1 | 2 | 9,5     | 12            |
| R     | Daniela Nutu-Gajic    | 04 | 2 | 2 | 5       | 8             |

### 5. Ukraine
| Platz | Land                 | G | R | V | Brettp. | Mannschaftsp. |
| ----- | -------------------- | - | - | - | ------- | ------------- |
| 5     | Ukraine              | 8 | 4 | 2 | 25      | 20            |
| Brett | Spielerin            | G | R | V | Punkte  | Partien       |
| 1     | Iryna Tscheluschkina | 1 | 2 | 5 | 2       | 8             |
| 2     | Marta Litinskaja     | 3 | 6 | 2 | 6       | 11            |
| 3     | Inna Gaponenko       | 5 | 3 | 3 | 6,5     | 11            |
| R     | Elena Sedina         | 9 | 3 | 0 | 10,5    | 12            |

### 6. Estland
| Platz | Land             | G | R | V | Brettp. | Mannschaftsp. |
| ----- | ---------------- | - | - | - | ------- | ------------- |
| 6     | Estland          | 7 | 3 | 4 | 24,5    | 17            |
| Brett | Spielerin        | G | R | V | Punkte  | Partien       |
| 1     | Monika Tsõganova | 5 | 5 | 2 | 7,5     | 12            |
| 2     | Tatjana Fomina   | 5 | 3 | 4 | 6,5     | 12            |
| 3     | Leili Pärnpuu    | 1 | 6 | 2 | 4       | 9             |
| R     | Tuulikki Laesson | 5 | 3 | 1 | 6,5     | 9             |

### 7. Deutschland
| Platz | Land                      | G | R | V | Brettp. | Mannschaftsp. |
| ----- | ------------------------- | - | - | - | ------- | ------------- |
| 7     | Deutschland               | 7 | 4 | 3 | 24,5    | 18            |
| Brett | Spielerin                 | G | R | V | Punkte  | Partien       |
| 1     | Ketino Kachiani-Gersinska | 3 | 9 | 1 | 7,5     | 13            |
| 2     | Jordanka Micic            | 5 | 4 | 3 | 7       | 12            |
| 3     | Gisela Fischdick          | 1 | 5 | 2 | 3,5     | 8             |
| R     | Marina Olbrich            | 5 | 3 | 1 | 6,5     | 9             |

### 8. England
| Platz | Land          | G | R | V | Brettp. | Mannschaftsp. |
| ----- | ------------- | - | - | - | ------- | ------------- |
| 8     | England       | 7 | 3 | 4 | 24,5    | 17            |
| Brett | Spielerin     | G | R | V | Punkte  | Partien       |
| 1     | Susan Lalic   | 3 | 8 | 3 | 7       | 14            |
| 2     | Harriet Hunt  | 7 | 4 | 3 | 9       | 14            |
| 3     | Jana Bellin   | 3 | 5 | 2 | 5,5     | 10            |
| R     | Natasha Regan | 3 | 0 | 1 | 3       | 4             |

### 9. Israel
| Platz | Land                | G | R | V | Brettp. | Mannschaftsp. |
| ----- | ------------------- | - | - | - | ------- | ------------- |
| 9     | Israel              | 7 | 2 | 5 | 24      | 16            |
| Brett | Spielerin           | G | R | V | Punkte  | Partien       |
| 1     | Masha Klinova       | 5 | 2 | 5 | 6       | 12            |
| 2     | Anna Segal          | 7 | 5 | 1 | 9,5     | 13            |
| 3     | Ludmila Tsifanskaya | 4 | 5 | 3 | 6,5     | 12            |
| R     | Irina Yudasina      | 1 | 2 | 2 | 2       | 5             |

### 10. Russland
| Platz | Land                    | G | R | V | Brettp. | Mannschaftsp. |
| ----- | ----------------------- | - | - | - | ------- | ------------- |
| 10    | Russland                | 7 | 3 | 4 | 24      | 17            |
| Brett | Spielerin               | G | R | V | Punkte  | Partien       |
| 1     | Swetlana Matwejewa      | 4 | 6 | 2 | 7       | 12            |
| 2     | Ljudmila Saizewa        | 4 | 2 | 3 | 5       | 9             |
| 3     | Tatjana Schumjakina     | 4 | 3 | 3 | 5,5     | 10            |
| R     | Jekaterina Kowalewskaja | 3 | 7 | 1 | 6,5     | 11            |

### 11. Kasachstan
| Platz | Land                  | G | R | V | Brettp. | Mannschaftsp. |
| ----- | --------------------- | - | - | - | ------- | ------------- |
| 11    | Kasachstan            | 7 | 3 | 4 | 24      | 17            |
| Brett | Spielerin             | G | R | V | Punkte  | Partien       |
| 1     | Elvira Sakhatova      | 1 | 3 | 4 | 2,5     | 8             |
| 2     | Lyazzat Tazhieva      | 5 | 2 | 4 | 6       | 11            |
| 3     | Fljura Uskowa         | 6 | 7 | 1 | 9,5     | 14            |
| R     | Tamara Girkiyan-Klink | 5 | 2 | 2 | 6       | 9             |

### 12. Russland B
| Platz | Land                | G | R | V | Brettp. | Mannschaftsp. |
| ----- | ------------------- | - | - | - | ------- | ------------- |
| 12    | Russland B          | 7 | 3 | 4 | 24      | 17            |
| Brett | Spielerin           | G | R | V | Punkte  | Partien       |
| 1     | Irina Kulish        | 5 | 5 | 2 | 7,5     | 12            |
| 2     | Galina Strutinskaja | 6 | 0 | 5 | 6       | 11            |
| 3     | Jelena Fatalibekowa | 2 | 3 | 3 | 3,5     | 8             |
| R     | Tatjana Roschina    | 7 | 0 | 4 | 7       | 11            |

### 13. Bulgarien
| Platz | Land                   | G | R | V | Brettp. | Mannschaftsp. |
| ----- | ---------------------- | - | - | - | ------- | ------------- |
| 13    | Bulgarien              | 7 | 3 | 4 | 24      | 17            |
| Brett | Spielerin              | G | R | V | Punkte  | Partien       |
| 1     | Margarita Wojska       | 5 | 5 | 2 | 7,5     | 12            |
| 2     | Antoaneta Stefanowa    | 3 | 7 | 1 | 6,5     | 11            |
| 3     | Silvia Aleksieva       | 5 | 5 | 2 | 7,5     | 12            |
| R     | Pawlina Tschilingirowa | 2 | 1 | 4 | 2,5     | 7             |

### 14. Vietnam
| Platz | Land                | G | R | V | Brettp. | Mannschaftsp. |
| ----- | ------------------- | - | - | - | ------- | ------------- |
| 14    | Vietnam             | 7 | 3 | 4 | 24      | 17            |
| Brett | Spielerin           | G | R | V | Punkte  | Partien       |
| 1     | Hoàng Mỹ Thu Giang  | 4 | 6 | 2 | 7       | 12            |
| 2     | Mai Thị Thanh Hương | 5 | 2 | 4 | 6       | 11            |
| 3     | Hoàng Thanh Trang   | 8 | 1 | 3 | 8,5     | 12            |
| R     | Bùi Kim Lê          | 2 | 1 | 4 | 2,5     | 7             |

### 15. Weißrussland
| Platz | Land                | G | R | V | Brettp. | Mannschaftsp. |
| ----- | ------------------- | - | - | - | ------- | ------------- |
| 15    | Belarus             | 8 | 1 | 5 | 24      | 17            |
| Brett | Spielerin           | G | R | V | Punkte  | Partien       |
| 1     | Elena Zayats        | 5 | 5 | 2 | 7,5     | 12            |
| 2     | Rachil Ejdelson     | 4 | 3 | 3 | 5,5     | 10            |
| 3     | Tatiana Zagorskaya  | 4 | 3 | 3 | 5,5     | 10            |
| R     | Henrietta Lagwilawa | 4 | 3 | 3 | 5,5     | 10            |

### 16. Griechenland
| Platz | Land               | G | R | V | Brettp. | Mannschaftsp. |
| ----- | ------------------ | - | - | - | ------- | ------------- |
| 16    | Griechenland       | 8 | 0 | 6 | 24      | 16            |
| Brett | Spielerin          | G | R | V | Punkte  | Partien       |
| 1     | Anna-Maria Botsari | 5 | 3 | 5 | 6,5     | 13            |
| 2     | Marina Makropoulou | 6 | 4 | 3 | 8       | 13            |
| 3     | Eva Kondou         | 6 | 1 | 4 | 6,5     | 11            |
| R     | Maria Petraki      | 3 | 0 | 2 | 3       | 5             |

### 17. Jugoslawien
| Platz | Land              | G | R | V | Brettp. | Mannschaftsp. |
| ----- | ----------------- | - | - | - | ------- | ------------- |
| 17    | BR Jugoslawien    | 6 | 5 | 3 | 23,5    | 17            |
| Brett | Spielerin         | G | R | V | Punkte  | Partien       |
| 1     | Alisa Marić       | 6 | 6 | 2 | 9       | 14            |
| 2     | Nataša Bojković   | 6 | 7 | 1 | 9,5     | 14            |
| 3     | Mirjana Marić     | 4 | 1 | 5 | 4,5     | 10            |
| R     | Suzana Maksimović | 0 | 1 | 3 | 0,5     | 4             |

### 18. Aserbaidschan
| Platz | Land              | G | R | V | Brettp. | Mannschaftsp. |
| ----- | ----------------- | - | - | - | ------- | ------------- |
| 18    | Aserbaidschan     | 6 | 4 | 4 | 23,5    | 16            |
| Brett | Spielerin         | G | R | V | Punkte  | Partien       |
| 1     | Ainur Sofieva     | 5 | 5 | 4 | 7,5     | 14            |
| 2     | Firuza Velikhanli | 6 | 4 | 3 | 8       | 13            |
| 3     | Ilaha Kadimova    | 5 | 4 | 4 | 7       | 13            |
| R     | Fanara Babaeva    | 1 | 0 | 1 | 1       | 2             |

### 19. Kroatien
| Platz | Land            | G | R | V | Brettp. | Mannschaftsp. |
| ----- | --------------- | - | - | - | ------- | ------------- |
| 19    | Kroatien        | 6 | 6 | 2 | 23,5    | 18            |
| Brett | Spielerin       | G | R | V | Punkte  | Partien       |
| 1     | Mirjana Petek   | 6 | 5 | 3 | 8,5     | 14            |
| 2     | Vlasta Maček    | 4 | 5 | 4 | 6,5     | 13            |
| 3     | Zorica Puljek   | 2 | 4 | 2 | 4       | 8             |
| R     | Tanja Belamarić | 2 | 5 | 0 | 4,5     | 7             |

### 20. Polen
| Platz | Land                | G | R | V | Brettp. | Mannschaftsp. |
| ----- | ------------------- | - | - | - | ------- | ------------- |
| 20    | Polen               | 6 | 3 | 5 | 23,5    | 15            |
| Brett | Spielerin           | G | R | V | Punkte  | Partien       |
| 1     | Agnieszka Brustman  | 6 | 3 | 4 | 7,5     | 13            |
| 2     | Krystyna Dąbrowska  | 4 | 1 | 4 | 4,5     | 9             |
| 3     | Monika Bobrowska    | 4 | 1 | 4 | 4,5     | 9             |
| R     | Magdalena Gużkowska | 4 | 6 | 1 | 7       | 11            |

### 21. Tschechien
| Platz | Land               | G | R | V | Brettp. | Mannschaftsp. |
| ----- | ------------------ | - | - | - | ------- | ------------- |
| 21    | Tschechien         | 8 | 2 | 4 | 23,5    | 18            |
| Brett | Spielerin          | G | R | V | Punkte  | Partien       |
| 1     | Martina Holoubková | 6 | 3 | 3 | 7,5     | 12            |
| 2     | Jana Mašková       | 3 | 5 | 3 | 5,5     | 11            |
| 3     | Silvie Šaljová     | 3 | 2 | 5 | 4       | 10            |
| R     | Lenka Ptáčníková   | 4 | 5 | 0 | 6,5     | 9             |

### 22. USA
| Platz | Land                          | G | R | V | Brettp. | Mannschaftsp. |
| ----- | ----------------------------- | - | - | - | ------- | ------------- |
| 22    | Vereinigte Staaten            | 7 | 2 | 5 | 23      | 16            |
| Brett | Spielerin                     | G | R | V | Punkte  | Partien       |
| 1     | Elena Donaldson-Akhmilovskaya | 4 | 4 | 3 | 6       | 11            |
| 2     | Anjelina Belakovskaia         | 5 | 4 | 3 | 7       | 12            |
| 3     | Julia Tverskaya               | 5 | 2 | 5 | 6       | 12            |
| R     | Beatriz Marinello             | 2 | 4 | 1 | 4       | 7             |

### 23. Litauen
| Platz | Land                | G | R | V | Brettp. | Mannschaftsp. |
| ----- | ------------------- | - | - | - | ------- | ------------- |
| 23    | Litauen             | 7 | 3 | 4 | 23      | 17            |
| Brett | Spielerin           | G | R | V | Punkte  | Partien       |
| 1     | Camilla Baginskaite | 3 | 6 | 2 | 6       | 11            |
| 2     | Dagnė Čiukšytė      | 5 | 2 | 4 | 6       | 11            |
| 3     | Ilona Rudaitytė     | 3 | 3 | 4 | 4,5     | 10            |
| R     | Lina Stasiūnaitė    | 6 | 1 | 3 | 6,5     | 10            |

### 24. Armenien
| Platz | Land                 | G | R | V | Brettp. | Mannschaftsp. |
| ----- | -------------------- | - | - | - | ------- | ------------- |
| 24    | Armenien             | 5 | 3 | 6 | 22,5    | 13            |
| Brett | Spielerin            | G | R | V | Punkte  | Partien       |
| 1     | Elina Danieljan      | 7 | 4 | 2 | 9       | 13            |
| 2     | Ludmila Aslanian     | 3 | 3 | 6 | 4,5     | 12            |
| 3     | Arusiak Grigorian    | 5 | 3 | 4 | 6,5     | 12            |
| R     | Shushanik Airapetian | 2 | 1 | 2 | 2,5     | 5             |

### 25. Kuba
| Platz | Land                      | G | R | V | Brettp. | Mannschaftsp. |
| ----- | ------------------------- | - | - | - | ------- | ------------- |
| 25    | Kuba                      | 6 | 3 | 5 | 22,5    | 15            |
| Brett | Spielerin                 | G | R | V | Punkte  | Partien       |
| 1     | Yudania Hernández Estévez | 1 | 2 | 6 | 2       | 9             |
| 2     | Maritza Arribas Robaina   | 7 | 2 | 3 | 8       | 12            |
| 3     | Zirka Frometa             | 4 | 1 | 5 | 4,5     | 10            |
| R     | Tania Hernández           | 7 | 2 | 2 | 8       | 11            |

### 26. Bosnien und Herzegowina
| Platz | Land                    | G | R | V | Brettp. | Mannschaftsp. |
| ----- | ----------------------- | - | - | - | ------- | ------------- |
| 26    | Bosnien und Herzegowina | 7 | 2 | 5 | 22,5    | 16            |
| Brett | Spielerin               | G | R | V | Punkte  | Partien       |
| 1     | Vesna Bašagić           | 5 | 5 | 4 | 7,5     | 14            |
| 2     | Dijana Gašo             | 5 | 2 | 7 | 6       | 14            |
| 3     | Mara Đeno               | 8 | 2 | 4 | 9       | 14            |

### 27. Lettland
| Platz | Land             | G | R | V | Brettp. | Mannschaftsp. |
| ----- | ---------------- | - | - | - | ------- | ------------- |
| 27    | Lettland         | 6 | 4 | 4 | 22,5    | 14            |
| Brett | Spielerin        | G | R | V | Punkte  | Partien       |
| 1     | Anda Šafranska   | 3 | 3 | 5 | 4,5     | 11            |
| 2     | Olita Rause      | 4 | 3 | 4 | 5,5     | 11            |
| 3     | Ingūna Erneste   | 3 | 5 | 3 | 5,5     | 11            |
| R     | Tatjana Voronova | 5 | 4 | 0 | 7       | 9             |

### 28. Frankreich
| Platz | Land            | G | R | V | Brettp. | Mannschaftsp. |
| ----- | --------------- | - | - | - | ------- | ------------- |
| 28    | Frankreich      | 6 | 4 | 4 | 22,5    | 16            |
| Brett | Spielerin       | G | R | V | Punkte  | Partien       |
| 1     | Christine Flear | 4 | 0 | 0 | 8       | 12            |
| 2     | Madalina Botan  | 2 | 4 | 5 | 4       | 11            |
| 3     | Martine Dubois  | 1 | 2 | 4 | 2       | 7             |
| R     | Malina Nicoara  | 7 | 3 | 2 | 8,5     | 12            |

### 29. Indonesien
| Platz | Land                       | G | R | V | Brettp. | Mannschaftsp. |
| ----- | -------------------------- | - | - | - | ------- | ------------- |
| 29    | Indonesien                 | 7 | 2 | 5 | 22,5    | 16            |
| Brett | Spielerin                  | G | R | V | Punkte  | Partien       |
| 1     | Lisa Karlina Lumongdong    | 2 | 3 | 3 | 3,5     | 8             |
| 2     | Upi Darmayana Tamin        | 6 | 3 | 3 | 7,5     | 12            |
| 3     | Maria Lucia Ratna Sulistya | 5 | 3 | 4 | 6,5     | 12            |
| R     | Lindri Juni Wijayanti      | 3 | 4 | 3 | 5       | 10            |

### 30. Slowenien
| Platz | Land           | G | R | V | Brettp. | Mannschaftsp. |
| ----- | -------------- | - | - | - | ------- | ------------- |
| 30    | Slowenien      | 6 | 0 | 8 | 22,5    | 12            |
| Brett | Spielerin      | G | R | V | Punkte  | Partien       |
| 1     | Kiti Grosar    | 4 | 3 | 5 | 5,5     | 12            |
| 2     | Anita Ličina   | 4 | 2 | 5 | 5       | 11            |
| 3     | Narcisa Mihevc | 6 | 3 | 3 | 7,5     | 12            |
| R     | Nataša Krmelj  | 4 | 1 | 2 | 4,5     | 7             |

### 31. Usbekistan
| Platz | Land            | G | R | V | Brettp. | Mannschaftsp. |
| ----- | --------------- | - | - | - | ------- | ------------- |
| 31    | Usbekistan      | 6 | 3 | 5 | 22,5    | 15            |
| Brett | Spielerin       | G | R | V | Punkte  | Partien       |
| 1     | Rena Mamedova   | 5 | 4 | 4 | 7       | 13            |
| 2     | Olga Kim        | 5 | 2 | 5 | 6       | 12            |
| 3     | Olga Parfenova  | 6 | 3 | 3 | 7,5     | 12            |
| R     | Nadezhda Reprun | 1 | 2 | 2 | 2       | 5             |

### 32. Mongolei
| Platz | Land                  | G | R | V | Brettp. | Mannschaftsp. |
| ----- | --------------------- | - | - | - | ------- | ------------- |
| 32    | Mongolei              | 7 | 1 | 6 | 22,5    | 15            |
| Brett | Spielerin             | G | R | V | Punkte  | Partien       |
| 1     | Tsagaan Battsetseg    | 4 | 5 | 4 | 6,5     | 13            |
| 2     | Dovdon Majigsuren     | 7 | 2 | 4 | 8       | 13            |
| 3     | Baasanjav Undrahbuyan | 3 | 2 | 4 | 4       | 9             |
| R     | Nyamaa Tungalag       | 4 | 0 | 3 | 4       | 7             |

### 33. Dänemark
| Platz | Land              | G | R | V | Brettp. | Mannschaftsp. |
| ----- | ----------------- | - | - | - | ------- | ------------- |
| 33    | Dänemark          | 5 | 4 | 5 | 22,5    | 14            |
| Brett | Spielerin         | G | R | V | Punkte  | Partien       |
| 1     | Nina Høiberg      | 7 | 5 | 2 | 9,5     | 14            |
| 2     | Beatrix Mortensen | 2 | 2 | 6 | 3       | 10            |
| 3     | Esmat Guindy      | 3 | 4 | 2 | 5       | 9             |
| R     | Tanya Stewart     | 3 | 4 | 2 | 5       | 9             |

### 34. Indien
| Platz | Land                     | G | R | V | Brettp. | Mannschaftsp. |
| ----- | ------------------------ | - | - | - | ------- | ------------- |
| 34    | Indien                   | 8 | 1 | 5 | 22      | 17            |
| Brett | Spielerin                | G | R | V | Punkte  | Partien       |
| 1     | Bagyashree Sathe Thipsay | 4 | 4 | 4 | 6       | 12            |
| 2     | Saheli Dhar-Barua        | 5 | 5 | 3 | 7,5     | 13            |
| 3     | Mrunalini Kunte          | 5 | 3 | 3 | 6,5     | 11            |
| R     | Reddy Saritha            | 2 | 0 | 4 | 2       | 6             |

### 35. Niederlande
| Platz | Land                 | G | R | V | Brettp. | Mannschaftsp. |
| ----- | -------------------- | - | - | - | ------- | ------------- |
| 35    | Niederlande          | 6 | 2 | 6 | 22      | 14            |
| Brett | Spielerin            | G | R | V | Punkte  | Partien       |
| 1     | Erika Sziva          | 5 | 5 | 2 | 7,5     | 12            |
| 2     | Anne Marie Benschop  | 1 | 4 | 5 | 3       | 10            |
| 3     | Hanneke van Parreren | 3 | 4 | 3 | 5       | 10            |
| R     | Esther de Kleuver    | 4 | 5 | 1 | 6,5     | 10            |

### 36. Argentinien
| Platz | Land            | G | R | V | Brettp. | Mannschaftsp. |
| ----- | --------------- | - | - | - | ------- | ------------- |
| 36    | Argentinien     | 6 | 2 | 6 | 22      | 14            |
| Brett | Spielerin       | G | R | V | Punkte  | Partien       |
| 1     | Claudia Amura   | 7 | 5 | 2 | 9,5     | 14            |
| 2     | Gabriela López  | 2 | 4 | 5 | 4       | 11            |
| 3     | Sandra Villegas | 2 | 3 | 3 | 3,5     | 8             |
| R     | Laura Herrera   | 3 | 4 | 2 | 5       | 9             |

### 37. Schweiz
| Platz | Land               | G | R | V | Brettp. | Mannschaftsp. |
| ----- | ------------------ | - | - | - | ------- | ------------- |
| 37    | Schweiz            | 6 | 4 | 4 | 22      | 16            |
| Brett | Spielerin          | G | R | V | Punkte  | Partien       |
| 1     | Tatjana Lematschko | 4 | 7 | 1 | 7,5     | 12            |
| 2     | Barbara Hund       | 6 | 3 | 1 | 7,5     | 10            |
| 3     | Shahanah Schmid    | 1 | 1 | 7 | 1,5     | 9             |
| R     | Catherine Thürig   | 5 | 1 | 5 | 5,5     | 11            |

### 38. Moldawien
| Platz | Land                | G | R | V | Brettp. | Mannschaftsp. |
| ----- | ------------------- | - | - | - | ------- | ------------- |
| 38    | Moldawien           | 6 | 0 | 8 | 21,5    | 12            |
| Brett | Spielerin           | G | R | V | Punkte  | Partien       |
| 1     | Marina Sheremetieva | 2 | 4 | 6 | 4       | 12            |
| 2     | Almira Scripcenco   | 5 | 2 | 4 | 6       | 11            |
| 3     | Naira Agababean     | 6 | 4 | 4 | 8       | 14            |
| R     | Anja Susterman      | 3 | 1 | 1 | 3,5     | 5             |

### 39. Spanien
| Platz | Land                         | G | R | V | Brettp. | Mannschaftsp. |
| ----- | ---------------------------- | - | - | - | ------- | ------------- |
| 39    | Spanien                      | 5 | 5 | 4 | 21,5    | 15            |
| Brett | Spielerin                    | G | R | V | Punkte  | Partien       |
| 1     | Nieves García Vicente        | 2 | 9 | 2 | 6,5     | 13            |
| 2     | María Luisa Cuevas Rodríguez | 5 | 4 | 4 | 7       | 13            |
| 3     | Lutgarda González Pérez      | 4 | 2 | 2 | 5       | 8             |
| R     | Mónica Calzetta Ruiz         | 3 | 0 | 5 | 3       | 8             |

### 40. Kirgisistan
| Platz | Land                 | G | R | V | Brettp. | Mannschaftsp. |
| ----- | -------------------- | - | - | - | ------- | ------------- |
| 40    | Kirgisistan          | 6 | 3 | 5 | 21,5    | 15            |
| Brett | Spielerin            | G | R | V | Punkte  | Partien       |
| 1     | Irina Ostry          | 6 | 4 | 4 | 8       | 14            |
| 2     | Sofia Sabirova       | 6 | 3 | 4 | 7,5     | 13            |
| 3     | Bakhtygul Tilenbaeva | 1 | 2 | 5 | 2       | 8             |
| R     | Irina Ushakova       | 3 | 2 | 2 | 4       | 7             |

### 41. Norwegen
| Platz | Land            | G | R | V | Brettp. | Mannschaftsp. |
| ----- | --------------- | - | - | - | ------- | ------------- |
| 41    | Norwegen        | 7 | 1 | 6 | 21,5    | 15            |
| Brett | Spielerin       | G | R | V | Punkte  | Partien       |
| 1     | Ingrid Dahl     | 6 | 5 | 2 | 8,5     | 13            |
| 2     | Nina Hagesæther | 3 | 4 | 4 | 5       | 11            |
| 3     | Sylvia Johnsen  | 2 | 0 | 6 | 2       | 8             |
| R     | Gro Ferkingstad | 4 | 4 | 2 | 6       | 10            |

### 42. Slowakei
| Platz | Land              | G | R | V | Brettp. | Mannschaftsp. |
| ----- | ----------------- | - | - | - | ------- | ------------- |
| 42    | Slowakei          | 4 | 4 | 6 | 21      | 12            |
| Brett | Spielerin         | G | R | V | Punkte  | Partien       |
| 1     | Eva Repková       | 5 | 7 | 2 | 8,5     | 14            |
| 2     | Zuzana Hagarová   | 6 | 3 | 5 | 7,5     | 14            |
| 3     | Andrea Cigániková | 2 | 4 | 4 | 4       | 10            |
| R     | Nina Konopková    | 1 | 0 | 3 | 1       | 4             |

### 43. Schweden
| Platz | Land               | G | R | V | Brettp. | Mannschaftsp. |
| ----- | ------------------ | - | - | - | ------- | ------------- |
| 43    | Schweden           | 5 | 2 | 7 | 21      | 12            |
| Brett | Spielerin          | G | R | V | Punkte  | Partien       |
| 1     | Eva Jiretorn       | 4 | 2 | 5 | 5       | 11            |
| 2     | Borislava Borisova | 5 | 2 | 4 | 6       | 11            |
| 3     | Ingela Wallace     | 5 | 0 | 5 | 5       | 10            |
| R     | Susanne Berg       | 4 | 2 | 4 | 5       | 10            |

### 44. Brasilien
| Platz | Land               | G | R | V | Brettp. | Mannschaftsp. |
| ----- | ------------------ | - | - | - | ------- | ------------- |
| 44    | Brasilien          | 4 | 4 | 6 | 21      | 12            |
| Brett | Spielerin          | G | R | V | Punkte  | Partien       |
| 1     | Joara Chaves       | 1 | 3 | 5 | 2,5     | 9             |
| 2     | Palas Atena Veloso | 4 | 2 | 5 | 5       | 11            |
| 3     | Jussara Chaves     | 4 | 4 | 4 | 6       | 12            |
| R     | Regina Ribeiro     | 6 | 3 | 1 | 7,5     | 10            |

### 45. Mazedonien
| Platz | Land                      | G | R | V | Brettp. | Mannschaftsp. |
| ----- | ------------------------- | - | - | - | ------- | ------------- |
| 45    | Mazedonien                | 5 | 4 | 5 | 20,5    | 14            |
| Brett | Spielerin                 | G | R | V | Punkte  | Partien       |
| 1     | Gabriela Koskoska         | 5 | 4 | 5 | 7       | 14            |
| 2     | Vesna Sekulovska          | 3 | 5 | 4 | 5,5     | 12            |
| 3     | Lidija Sofrevska-Andonova | 1 | 2 | 3 | 2       | 6             |
| R     | Jana Bogoevska            | 5 | 2 | 3 | 6       | 10            |

### 46. Finnland
| Platz | Land                | G | R | V | Brettp. | Mannschaftsp. |
| ----- | ------------------- | - | - | - | ------- | ------------- |
| 46    | Finnland            | 4 | 4 | 6 | 20,5    | 12            |
| Brett | Spielerin           | G | R | V | Punkte  | Partien       |
| 1     | Johanna Paasikangas | 9 | 2 | 2 | 10      | 13            |
| 2     | Päivi Walta         | 1 | 4 | 5 | 3       | 10            |
| 3     | Heini Puuska        | 1 | 3 | 5 | 2,5     | 9             |
| R     | Kirsi Lindstedt     | 4 | 2 | 4 | 5       | 10            |

### 47. Italien
| Platz | Land               | G | R | V | Brettp. | Mannschaftsp. |
| ----- | ------------------ | - | - | - | ------- | ------------- |
| 47    | Italien            | 6 | 3 | 5 | 20,5    | 15            |
| Brett | Spielerin          | G | R | V | Punkte  | Partien       |
| 1     | Rita Gramignani    | 2 | 4 | 4 | 4       | 10            |
| 2     | Erica Agosto       | 4 | 3 | 4 | 5,5     | 11            |
| 3     | Giuseppina Parrino | 2 | 3 | 4 | 3,5     | 9             |
| R     | Rosa Damasco       | 6 | 3 | 2 | 7,5     | 11            |

Eine Partie aus dem Wettkampf gegen Puerto Rico ist namentlich nicht mehr zuzuordnen. Die betreffende Partie ging verloren. Es kommen Agosto und Parrino dafür infrage.

### 48. Irland
| Platz | Land              | G | R | V | Brettp. | Mannschaftsp. |
| ----- | ----------------- | - | - | - | ------- | ------------- |
| 48    | Irland            | 5 | 4 | 5 | 20,5    | 14            |
| Brett | Spielerin         | G | R | V | Punkte  | Partien       |
| 1     | Suzanne Connolly  | 3 | 5 | 5 | 5,5     | 13            |
| 2     | Máiréad O’Siochrú | 5 | 4 | 4 | 7       | 13            |
| 3     | Danielle Collins  | 3 | 2 | 4 | 4       | 9             |
| R     | Angela Corry      | 3 | 2 | 2 | 4       | 7             |

### 49. Malaysia
| Platz | Land                  | G | R | V | Brettp. | Mannschaftsp. |
| ----- | --------------------- | - | - | - | ------- | ------------- |
| 49    | Malaysia              | 5 | 2 | 7 | 20,5    | 12            |
| Brett | Spielerin             | G | R | V | Punkte  | Partien       |
| 1     | Khairunisa Wahiduddin | 4 | 4 | 4 | 6       | 12            |
| 2     | Ong Hwa Liu           | 2 | 4 | 4 | 4       | 10            |
| 3     | Eliza Hanim Ibrahim   | 4 | 5 | 2 | 6,5     | 11            |
| R     | Eliza Hanum Ibrahim   | 2 | 3 | 3 | 3,5     | 8             |

Eine Partie aus dem Wettkampf gegen Portugal ist namentlich nicht mehr zuzuordnen. Die betreffende Partie endete remis. Es kommen beide Spielerinnen Ibrahim dafür infrage.

### 50. Turkmenistan
| Platz | Land                 | G | R | V | Brettp. | Mannschaftsp. |
| ----- | -------------------- | - | - | - | ------- | ------------- |
| 50    | Turkmenistan         | 4 | 3 | 7 | 20      | 11            |
| Brett | Spielerin            | G | R | V | Punkte  | Partien       |
| 1     | Mähri Öwezowa        | 7 | 1 | 7 | 7,5     | 14            |
| 2     | Guldjahan Atbashieva | 5 | 2 | 6 | 6       | 13            |
| 3     | Tamara Sorokina      | 2 | 5 | 5 | 4,5     | 12            |
| R     | Aia Temirova         | 2 | 0 | 1 | 2       | 3             |

### 51. Schottland
| Platz | Land           | G | R | V | Brettp. | Mannschaftsp. |
| ----- | -------------- | - | - | - | ------- | ------------- |
| 51    | Schottland     | 5 | 2 | 7 | 20      | 12            |
| Brett | Spielerin      | G | R | V | Punkte  | Partien       |
| 1     | Helen Milligan | 1 | 0 | 8 | 1       | 9             |
| 2     | Carey Willman  | 4 | 7 | 2 | 7,5     | 13            |
| 3     | Alison Coull   | 6 | 5 | 2 | 8,5     | 13            |
| R     | Joy Malarkey   | 2 | 2 | 3 | 3       | 7             |

### 52. Kanada
| Platz | Land             | G | R | V | Brettp. | Mannschaftsp. |
| ----- | ---------------- | - | - | - | ------- | ------------- |
| 52    | Kanada           | 4 | 5 | 5 | 20      | 13            |
| Brett | Spielerin        | G | R | V | Punkte  | Partien       |
| 1     | Nava Starr       | 6 | 5 | 1 | 8,5     | 12            |
| 2     | Manon Leger      | 2 | 3 | 5 | 3,5     | 10            |
| 3     | Penka Apostolova | 2 | 7 | 3 | 5,5     | 12            |
| R     | Smilja Vujosevic | 2 | 1 | 5 | 2,5     | 8             |

### 53. IBCA
| Platz | Land                      | G | R | V | Brettp. | Mannschaftsp. |
| ----- | ------------------------- | - | - | - | ------- | ------------- |
| 53    | IBCA                      | 6 | 0 | 8 | 20      | 12            |
| Brett | Spielerin                 | G | R | V | Punkte  | Partien       |
| 1     | Liubov Lysenko-Zhyltsova  | 9 | 3 | 1 | 10,5    | 13            |
| 2     | Olga Bondar               | 3 | 2 | 6 | 4       | 11            |
| 3     | Teresa Dębowska           | 3 | 2 | 7 | 4       | 12            |
| R     | Concepción Salas Rasillas | 1 | 1 | 4 | 1,5     | 6             |

### 54. Österreich
| Platz | Land               | G | R | V | Brettp. | Mannschaftsp. |
| ----- | ------------------ | - | - | - | ------- | ------------- |
| 54    | Österreich         | 5 | 3 | 6 | 20      | 13            |
| Brett | Spielerin          | G | R | V | Punkte  | Partien       |
| 1     | Jutta Borek        | 4 | 5 | 3 | 6,5     | 12            |
| 2     | Maria Horvath      | 2 | 3 | 5 | 3,5     | 10            |
| 3     | Ortrun Goschl      | 3 | 1 | 6 | 3,5     | 10            |
| R     | Ursula Fraunschiel | 5 | 3 | 2 | 6,5     | 10            |

### 55. Kolumbien
| Platz | Land                  | G | R | V  | Brettp. | Mannschaftsp. |
| ----- | --------------------- | - | - | -- | ------- | ------------- |
| 55    | Kolumbien             | 6 | 2 | 06 | 20      | 14            |
| Brett | Spielerin             | G | R | V  | Punkte  | Partien       |
| 1     | Adriana Salazar Varón | 7 | 4 | 03 | 9       | 14            |
| 2     | Esperanza Gómez       | 4 | 0 | 10 | 4       | 14            |
| 3     | Nora Rua              | 6 | 2 | 06 | 7       | 14            |

### 56. Australien
| Platz | Land             | G | R | V | Brettp. | Mannschaftsp. |
| ----- | ---------------- | - | - | - | ------- | ------------- |
| 56    | Australien       | 5 | 2 | 7 | 19,5    | 12            |
| Brett | Spielerin        | G | R | V | Punkte  | Partien       |
| 1     | Irina Berezina   | 4 | 6 | 3 | 7       | 13            |
| 2     | Biljana Dekic    | 6 | 1 | 6 | 6,5     | 13            |
| 3     | Patricia Collins | 1 | 2 | 5 | 2       | 8             |
| R     | Sulyn Teh        | 3 | 2 | 3 | 4       | 8             |

### 57. Venezuela
| Platz | Land                          | G | R | V | Brettp. | Mannschaftsp. |
| ----- | ----------------------------- | - | - | - | ------- | ------------- |
| 57    | Venezuela                     | 4 | 3 | 7 | 19,5    | 11            |
| Brett | Spielerin                     | G | R | V | Punkte  | Partien       |
| 1     | Tibaire de Pool               | 1 | 4 | 7 | 3       | 12            |
| 2     | Maria Carolina Blanco Acevedo | 1 | 4 | 8 | 3       | 13            |
| 3     | Amelia Hernández              | 8 | 1 | 0 | 8,5     | 9             |
| R     | Josefina Martinez Aleidi      | 5 | 0 | 3 | 5       | 8             |

### 58. Türkei
| Platz | Land            | G | R | V | Brettp. | Mannschaftsp. |
| ----- | --------------- | - | - | - | ------- | ------------- |
| 58    | Türkei          | 6 | 2 | 6 | 19,5    | 14            |
| Brett | Spielerin       | G | R | V | Punkte  | Partien       |
| 1     | Nilüfer İpek    | 7 | 4 | 3 | 9       | 14            |
| 2     | Fatmanur Öney   | 5 | 2 | 6 | 6       | 13            |
| 3     | Emine Şanlı     | 2 | 2 | 5 | 3       | 9             |
| R     | Cavidan Aydemir | 1 | 1 | 4 | 1,5     | 6             |

### 59. Philippinen
| Platz | Land                    | G | R | V | Brettp. | Mannschaftsp. |
| ----- | ----------------------- | - | - | - | ------- | ------------- |
| 59    | Philippinen             | 3 | 6 | 5 | 19,5    | 12            |
| Brett | Spielerin               | G | R | V | Punkte  | Partien       |
| 1     | Lilibeth Lee-Barcenilla | 1 | 6 | 6 | 4       | 13            |
| 2     | Christine Santos        | 3 | 4 | 5 | 5       | 12            |
| 3     | Susan Itaas             | 7 | 3 | 3 | 8,5     | 13            |
| R     | Cecilia Cuizon          | 1 | 2 | 1 | 2       | 4             |

### 60. Chile
| Platz | Land                   | G | R | V | Brettp. | Mannschaftsp. |
| ----- | ---------------------- | - | - | - | ------- | ------------- |
| 60    | Chile                  | 5 | 0 | 9 | 19,5    | 10            |
| Brett | Spielerin              | G | R | V | Punkte  | Partien       |
| 1     | Leticia Inés Sepúlveda | 5 | 3 | 6 | 6,5     | 14            |
| 2     | Laura Alicia Sepúlveda | 4 | 6 | 4 | 7       | 14            |
| 3     | María Sepúlveda        | 5 | 2 | 7 | 6       | 14            |

### 61. Dominikanische Republik
| Platz | Land                     | G | R | V | Brettp. | Mannschaftsp. |
| ----- | ------------------------ | - | - | - | ------- | ------------- |
| 61    | Dominikanische Republik  | 5 | 1 | 7 | 19,5    | 11            |
| Brett | Spielerin                | G | R | V | Punkte  | Partien       |
| 1     | Ana Esther García Portes | 4 | 2 | 6 | 5       | 12            |
| 2     | Susan Pérez              | 1 | 2 | 5 | 2       | 8             |
| 3     | L. Espinalt Vila         | 6 | 2 | 2 | 7       | 10            |
| R     | Martinez                 | 4 | 0 | 3 | 4       | 7             |

Die Mannschaft erhielt in der vorletzten Runde ein Freilos, welches mit 2 Mannschafts- und 1,5 Brettpunkten bewertet wurde. Zur Partie der Auftaktrunde können zwei Verlustpartien nicht namentlich zugeordnet
werden. Es kommen die Spielerinnen ab Brett 2 infrage.

### 62. Bangladesch
| Platz | Land                  | G | R | V | Brettp. | Mannschaftsp. |
| ----- | --------------------- | - | - | - | ------- | ------------- |
| 62    | Bangladesch           | 6 | 0 | 8 | 19      | 12            |
| Brett | Spielerin             | G | R | V | Punkte  | Partien       |
| 1     | Rani Hamid            | 4 | 2 | 6 | 5       | 12            |
| 2     | Seyda Shabana Parveen | 6 | 4 | 3 | 8       | 13            |
| 3     | Tanima Parveen        | 3 | 3 | 4 | 4,5     | 10            |
| R     | Zakia Sultana         | 0 | 3 | 4 | 1,5     | 7             |

### 63. Mexiko
| Platz | Land                         | G | R | V | Brettp. | Mannschaftsp. |
| ----- | ---------------------------- | - | - | - | ------- | ------------- |
| 63    | Mexiko                       | 5 | 2 | 7 | 19      | 12            |
| Brett | Spielerin                    | G | R | V | Punkte  | Partien       |
| 1     | Miriam Porras Rodríguez      | 3 | 2 | 6 | 4       | 11            |
| 2     | Emelia Norma Venegas Ocampo  | 1 | 1 | 7 | 1,5     | 9             |
| 3     | Nayeli López                 | 6 | 5 | 1 | 8,5     | 12            |
| R     | Edith Xio Mara García García | 3 | 4 | 3 | 5       | 10            |

### 64. Algerien
| Platz | Land           | G | R | V | Brettp. | Mannschaftsp. |
| ----- | -------------- | - | - | - | ------- | ------------- |
| 64    | Algerien       | 4 | 2 | 7 | 19      | 12            |
| Brett | Spielerin      | G | R | V | Punkte  | Partien       |
| 1     | Farida Arouche | 4 | 5 | 3 | 6,5     | 12            |
| 2     | Houria Lounis  | 2 | 8 | 2 | 6       | 12            |
| 3     | Mabed          | 0 | 2 | 3 | 1       | 5             |
| R     | Samia Saoula   | 2 | 4 | 4 | 4       | 10            |

Die Mannschaft erhielt in der elften Runde ein Freilos, welches mit 2 Mannschafts- und 1,5 Brettpunkten bewertet wurde.

### 65. Wales
| Platz | Land            | G | R | V | Brettp. | Mannschaftsp. |
| ----- | --------------- | - | - | - | ------- | ------------- |
| 65    | Wales           | 4 | 4 | 5 | 19      | 14            |
| Brett | Spielerin       | G | R | V | Punkte  | Partien       |
| 1     | Abigail Dyce    | 6 | 3 | 2 | 7,5     | 11            |
| 2     | Sharon Furmage  | 3 | 4 | 3 | 5       | 10            |
| 3     | Lynne Williams  | 1 | 2 | 6 | 2       | 9             |
| R     | Eleanor Collins | 2 | 2 | 5 | 3       | 9             |

Die Mannschaft erhielt in der zweiten Runde ein Freilos, welches mit 2 Mannschafts- und 1,5 Brettpunkten bewertet wurde.

### 66. Nigeria
| Platz | Land              | G | R | V | Brettp. | Mannschaftsp. |
| ----- | ----------------- | - | - | - | ------- | ------------- |
| 66    | Nigeria           | 5 | 1 | 7 | 19      | 13            |
| Brett | Spielerin         | G | R | V | Punkte  | Partien       |
| 1     | Phyllis Asibor    | 0 | 2 | 7 | 1       | 9             |
| 2     | Olivia Ugorji     | 4 | 1 | 4 | 4,5     | 9             |
| 3     | Agharese Usuanele | 4 | 2 | 4 | 5       | 10            |
| R     | Rosemary Amadasun | 6 | 2 | 3 | 7       | 11            |

Die Mannschaft erhielt in der siebenten Runde ein Freilos, welches mit 2 Mannschafts- und 1,5 Brettpunkten bewertet wurde.

### 67. Ecuador
| Platz | Land                  | G | R | V | Brettp. | Mannschaftsp. |
| ----- | --------------------- | - | - | - | ------- | ------------- |
| 67    | Ecuador               | 5 | 3 | 5 | 18,5    | 13            |
| Brett | Spielerin             | G | R | V | Punkte  | Partien       |
| 1     | Martha Fierro         | 5 | 6 | 3 | 8       | 14            |
| 2     | Cedillo               | 4 | 5 | 5 | 6,5     | 14            |
| 3     | Rocio Vasquez Ramirez | 2 | 4 | 8 | 4       | 14            |

### 68. Portugal
| Platz | Land               | G | R | V | Brettp. | Mannschaftsp. |
| ----- | ------------------ | - | - | - | ------- | ------------- |
| 68    | Portugal           | 4 | 2 | 8 | 18,5    | 10            |
| Brett | Spielerin          | G | R | V | Punkte  | Partien       |
| 1     | Tânia Saraiva      | 3 | 1 | 7 | 3,5     | 11            |
| 2     | Alda Carvalho      | 2 | 1 | 6 | 2,5     | 9             |
| 3     | Maria do Céu Silva | 3 | 6 | 2 | 6       | 11            |
| R     | Aida Ferreira      | 5 | 3 | 3 | 6,5     | 11            |

### 69. Albanien
| Platz | Land               | G | R | V | Brettp. | Mannschaftsp. |
| ----- | ------------------ | - | - | - | ------- | ------------- |
| 69    | Albanien           | 7 | 1 | 6 | 18,5    | 15            |
| Brett | Spielerin          | G | R | V | Punkte  | Partien       |
| 1     | Eglantina Shabanaj | 3 | 2 | 6 | 4       | 11            |
| 2     | Valbona Milla      | 4 | 2 | 5 | 5       | 11            |
| 3     | Ylvije Boriçi      | 5 | 2 | 5 | 6       | 12            |
| R     | Arta Alushi        | 3 | 1 | 4 | 3,5     | 8             |

### 70. Belgien
| Platz | Land                   | G | R | V | Brettp. | Mannschaftsp. |
| ----- | ---------------------- | - | - | - | ------- | ------------- |
| 70    | Belgien                | 5 | 2 | 7 | 18,5    | 12            |
| Brett | Spielerin              | G | R | V | Punkte  | Partien       |
| 1     | Greta Foulon           | 4 | 4 | 3 | 6       | 11            |
| 2     | Annemarie Maeckelbergh | 2 | 6 | 3 | 5       | 11            |
| 3     | Martina Sproten        | 2 | 4 | 3 | 4       | 9             |
| R     | Marie Jeanne Jonckers  | 3 | 1 | 7 | 3,5     | 11            |

### 71. Iran
| Platz | Land              | G | R | V | Brettp. | Mannschaftsp. |
| ----- | ----------------- | - | - | - | ------- | ------------- |
| 71    | Iran              | 4 | 1 | 8 | 18,5    | 11            |
| Brett | Spielerin         | G | R | V | Punkte  | Partien       |
| 1     | Fereshteh Narenji | 2 | 0 | 8 | 2       | 10            |
| 2     | Shirin Navabi     | 3 | 4 | 3 | 5       | 10            |
| 3     | Sonia Mohammadi   | 6 | 0 | 5 | 6       | 11            |
| R     | Leila Peymani     | 3 | 2 | 3 | 4       | 8             |

Die Mannschaft erhielt in der zwölften Runde ein Freilos, welches mit 2 Mannschafts- und 1,5 Brettpunkten bewertet wurde.

### 72. Puerto Rico
| Platz | Land                       | G | R | V | Brettp. | Mannschaftsp. |
| ----- | -------------------------- | - | - | - | ------- | ------------- |
| 72    | Puerto Rico                | 3 | 4 | 6 | 18      | 12            |
| Brett | Spielerin                  | G | R | V | Punkte  | Partien       |
| 1     | Rosa María Santa Torres    | 0 | 4 | 6 | 2       | 10            |
| 2     | Gisela Murray Ortiz        | 1 | 1 | 6 | 1,5     | 8             |
| 3     | Maria Santori Aymat        | 6 | 4 | 1 | 8       | 11            |
| R     | Hilzandryly Pacheco Medina | 3 | 2 | 4 | 4       | 9             |

Die Mannschaft erhielt in der letzten Runde ein Freilos, welches mit 2 Mannschafts- und 1,5 Brettpunkten bewertet wurde. Im Spiel gegen Italien ist eine gewonnene Partie nicht namentlich zuzuordnen. Es kommen die Spielerinnen Ortiz und Aymat infrage.

### 73. Singapur
| Platz | Land          | G | R | V | Brettp. | Mannschaftsp. |
| ----- | ------------- | - | - | - | ------- | ------------- |
| 73    | Singapur      | 4 | 2 | 7 | 18      | 12            |
| Brett | Spielerin     | G | R | V | Punkte  | Partien       |
| 1     | Winnie Tan    | 3 | 1 | 7 | 3,5     | 11            |
| 2     | Yip Fong Ling | 7 | 2 | 4 | 8       | 13            |
| 3     | Cynthia Yap   | 2 | 0 | 6 | 2       | 8             |
| R     | Christel Hon  | 3 | 0 | 4 | 3       | 7             |

Die Mannschaft erhielt in der zehnten Runde ein Freilos, welches mit 2 Mannschafts- und 1,5 Brettpunkten bewertet wurde.

### 74. Neuseeland
| Platz | Land           | G | R | V | Brettp. | Mannschaftsp. |
| ----- | -------------- | - | - | - | ------- | ------------- |
| 74    | Neuseeland     | 5 | 0 | 8 | 18      | 12            |
| Brett | Spielerin      | G | R | V | Punkte  | Partien       |
| 1     | Vivian Smith   | 4 | 4 | 3 | 6       | 11            |
| 2     | Edith Otene    | 3 | 1 | 6 | 3,5     | 10            |
| 3     | Teresa Sheehan | 4 | 2 | 4 | 5       | 10            |
| R     | Edna Tweddell  | 2 | 0 | 6 | 2       | 8             |

Die Mannschaft erhielt in der achten Runde ein Freilos, welches mit 2 Mannschafts- und 1,5 Brettpunkten bewertet wurde.

### 75. Costa Rica
| Platz | Land               | G | R | V  | Brettp. | Mannschaftsp. |
| ----- | ------------------ | - | - | -- | ------- | ------------- |
| 75    | Costa Rica         | 6 | 1 | 07 | 17,5    | 13            |
| Brett | Spielerin          | G | R | V  | Punkte  | Partien       |
| 1     | Meylin Villegas    | 6 | 4 | 04 | 8       | 14            |
| 2     | Granados           | 1 | 3 | 10 | 2,5     | 14            |
| 3     | Dulcinea Rodríguez | 6 | 2 | 06 | 7       | 14            |

### 76. Simbabwe
| Platz | Land            | G | R | V | Brettp. | Mannschaftsp. |
| ----- | --------------- | - | - | - | ------- | ------------- |
| 76    | Simbabwe        | 5 | 1 | 7 | 17      | 13            |
| Brett | Spielerin       | G | R | V | Punkte  | Partien       |
| 1     | Nancy Biti      | 1 | 2 | 7 | 2       | 10            |
| 2     | Gaye Guzha      | 5 | 2 | 3 | 6       | 10            |
| 3     | Rhoda Masiyazi  | 3 | 2 | 5 | 4       | 10            |
| R     | Gwendolyn Guzha | 3 | 1 | 5 | 3,5     | 9             |

Die Mannschaft erhielt in der neunten Runde ein Freilos, welches mit 2 Mannschafts- und 1,5 Brettpunkten bewertet wurde.

### 77. Seychellen
| Platz | Land             | G | R | V | Brettp. | Mannschaftsp. |
| ----- | ---------------- | - | - | - | ------- | ------------- |
| 77    | Seychellen       | 3 | 2 | 8 | 14,5    | 10            |
| Brett | Spielerin        | G | R | V | Punkte  | Partien       |
| 1     | Paule Domingue   | 1 | 3 | 8 | 2,5     | 12            |
| 2     | Rita Azemia      | 2 | 1 | 6 | 2,5     | 9             |
| 3     | Amelie Payet     | 5 | 3 | 4 | 6,5     | 12            |
| R     | Patricia Hoareau | 1 | 1 | 4 | 1,5     | 6             |

Die Mannschaft der Seychellen erhielt in der ersten Runde ein Freilos, welches mit 2 Mannschafts- und 1,5 Brettpunkten bewertet wurde.

### 78. Botswana
| Platz | Land                 | G | R | V  | Brettp. | Mannschaftsp. |
| ----- | -------------------- | - | - | -- | ------- | ------------- |
| 78    | Botswana             | 3 | 1 | 09 | 10,5    | 7             |
| Brett | Spielerin            | G | R | V  | Punkte  | Partien       |
| 1     | Boitumelo Mosiakgabo | 3 | 2 | 08 | 4       | 13            |
| 2     | Ponatshego Seitshiro | 3 | 1 | 09 | 3,5     | 13            |
| 3     | Chepete              | 1 | 1 | 11 | 1,5     | 13            |

Die Mannschaft erhielt in der dritten Runde ein Freilos, welches mit 2 Mannschafts- und 1,5 Brettpunkten bewertet wurde.

### 79. Malta
| Platz | Land              | G | R | V  | Brettp. | Mannschaftsp. |
| ----- | ----------------- | - | - | -- | ------- | ------------- |
| 79    | Malta             | 1 | 1 | 11 | 10      | 5             |
| Brett | Spielerin         | G | R | V  | Punkte  | Partien       |
| 1     | Sharon Fiorentino | 1 | 4 | 08 | 3       | 13            |
| 2     | Alison Fiorentino | 1 | 4 | 08 | 3       | 13            |
| 3     | Vanessa Grixti    | 1 | 1 | 06 | 1,5     | 8             |
| R     | Karen Cassar      | 1 | 0 | 04 | 1       | 5             |

Die Mannschaft erhielt in der sechsten Runde ein Freilos, welches mit 2 Mannschafts- und 1,5 Brettpunkten bewertet wurde.

### 80. Niederländische Antillen
| Platz | Land                     | G | R | V  | Brettp. | Mannschaftsp. |
| ----- | ------------------------ | - | - | -- | ------- | ------------- |
| 80    | Niederländische Antillen | 1 | 1 | 11 | 10      | 5             |
| Brett | Spielerin                | G | R | V  | Punkte  | Partien       |
| 1     | Angelique Craane         | 1 | 3 | 08 | 2,5     | 12            |
| 2     | Maria-Alejandra Diaz     | 2 | 2 | 07 | 3       | 11            |
| 3     | Tahis Winklaar           | 0 | 2 | 07 | 1       | 9             |
| R     | Janette Vorgers          | 2 | 0 | 05 | 2       | 7             |

Die Mannschaft erhielt in der fünften Runde ein Freilos, welches mit 2 Mannschafts- und 1,5 Brettpunkten bewertet wurde.

### 81. Amerikanische Jungferninseln
| Platz | Land                         | G | R | V  | Brettp. | Mannschaftsp. |
| ----- | ---------------------------- | - | - | -- | ------- | ------------- |
| 81    | Amerikanische Jungferninseln | 0 | 2 | 11 | 7,5     | 4             |
| Brett | Spielerin                    | G | R | V  | Punkte  | Partien       |
| 1     | Francis Hasson               | 0 | 6 | 05 | 3       | 11            |
| 2     | Ila Mody                     | 0 | 2 | 08 | 1       | 10            |
| 3     | Diane Warlick                | 0 | 1 | 08 | 0,5     | 9             |
| R     | Margaret Murphy              | 0 | 3 | 06 | 1,5     | 9             |

Die Mannschaft erhielt in der vierten Runde ein Freilos, welches mit 2 Mannschafts- und 1,5 Brettpunkten bewertet wurde.